# Oostbeer (Vlissingen)

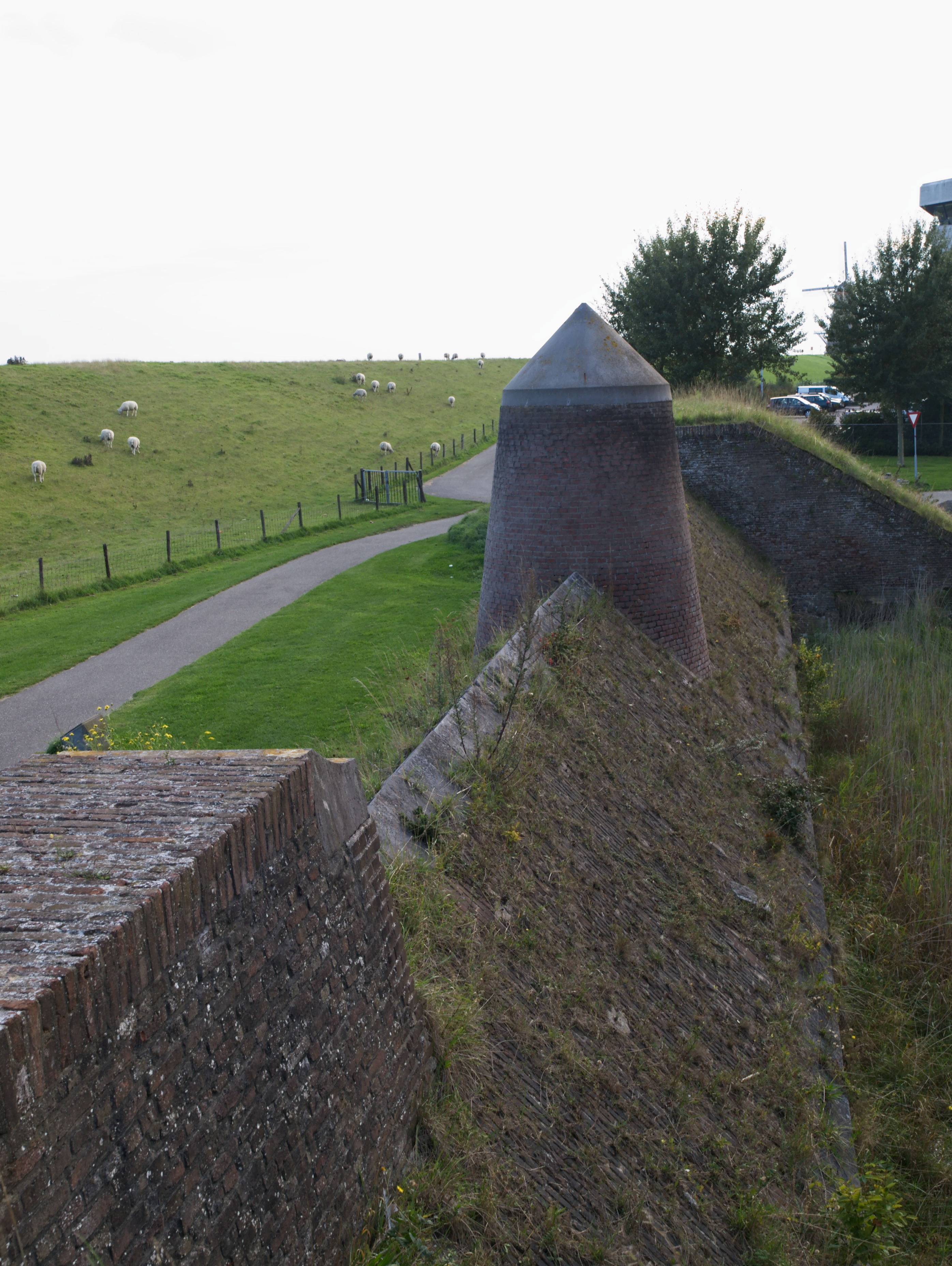
De Oostbeer aan de Commandoweg in Vlissingen

De Oostbeer in Vlissingen, in de Nederlandse provincie Zeeland, is een Napoleontisch vestingwerk dat er toe diende het water in de vestinggracht rond de stad te scheiden van het zeewater en zo te voorkomen dat de vestinggracht bij laag water leeg liep. 
De Oostbeer stamt uit de Franse tijd die in Vlissingen van 1795 tot 1814 heeft geduurd. Na het Engelse bombardement in 1809, waarbij de stad zwaar getroffen werd, liet Napoleon de vesting Vlissingen ingrijpend moderniseren en uitbreiden. Vlissingen werd aan landzijde voorzien van een nieuwe gracht en rondom de stad werden forten aangelegd. In 1810 werd aan de oostelijke zijde van de stad een stenen beer gebouwd die later de Oostbeer is gaan heten, aan de westelijke zijde van de stad werd de Westbeer gebouwd.
De Oostbeer is een gemetselde beer met schuine kanten. Om aanvallende soldaten te beletten de vesting via de beer te bereiken was de aan de bovenzijde een 'ezelsrug' aangebracht van gladde natuurstenen. De ezelsrug werd in het midden voorzien van een zogenaamde monnik, een massief rond torentje die doorgang onmogelijk moest maken. De monnik was aan de bovenzijde afgedekt met een gladde natuurstenen muts. In de holle beer werd een gang aangelegd met schietgaten die de vestinggracht konden bestrijken. De gang was aan beide zijden van de beer verlengd en liep uit in zogenaamde escarpes- en contrescarpesgalerijen; een stelsel van onderaardse gangen waarin mijnen konden worden aangebracht om tijdens een aanval over landzijde het hele verdedigingswerk kon worden opgeblazen met de inundatie van het gebied rondom de vesting Vlissingen als gevolg.

## Behoud
Na de Napoleontische tijd is over de beer een brug aangelegd die voetgangers- en fietsverkeer tussen de stad en 'het eiland' mogelijk maakte. Hierbij is de monnik gesloopt. Tot 1975 maakte de Oostbeer deel uit van de zeewering. Het vestingwerk dreigde te verdwijnen toen de Eilanddijk in het kader van de Deltawet onder handen werd genomen. Onder meer op voorspraak van de stichting Menno van Coehoorn en de 'Vlissingse commissie voor instandhouding Oostbeer en restanten Kasantsbolwerk' bleef de Oostbeer behouden. Aangezien het verdedigingswerk in de nieuwe situatie binnendijks kwam te liggen besloot Rijkswaterstaat de Oostbeer te sparen. Een verzoek van het college van burgemeester van wethouders van Vlissingen de Oostbeer op de monumentenlijst te plaatsen werd echter niet gehonoreerd door de Monumentenraad omdat het object 'mede gelet op zijn omgeving, niet van toereikend algemeen belang te achten is, beoordeeld naar zijn schoonheid, betekenis voor de wetenschap of volkskundige waarde'.
Het college van Vlissingen heeft hierop samen met de stichting Menno van Coehoorn en de Stichting Stadsherstel Vlissingen een onderzoek ingesteld naar de haalbaarheid van de restauratie van de Oostbeer. Op grond van de positieve resultaten van dit onderzoek is opnieuw de monumentenstatus aangevraagd, hetgeen in 1980 is gehonoreerd. Geld om de restauratie uit te voeren was in de jaren tachtig niet voorhanden en het duurde tot 1994 tot de Oostbeer werd gerestaureerd en opgenomen in de hier aangelegde 'groene boulevard'. 
Ondanks de restauratie uit 1994 raakte de Oostbeer in latere jaren wederom in verval. In 2014 kwam de Oostbeer weer in de belangstelling te staan en werd na een 'strijd' tussen het college van B&W ("niet restaureren") en de gemeenteraad ("wel restaureren") besloten de Oostbeer te redden van de ondergang. 
Begin 2016 werd er gestart met de restauratie van de Oostbeer. De restauratie, die inmiddels voltooid is, zal er voor zorgen dat de Oostbeer er weer voor vele jaren tegen kan.